# Silver City (film Wima Wendersa)
Silver City – krótkometrażowy film Wima Wendersa, powstały w 1968 roku. Został nakręcony 16-milimetrową kamerą.
Film trwa 25 minut i składa się z dziesięciu 3-minutowych ujęć. Każde ujęcie przedstawia inny fragment pejzażu Monachium; zazwyczaj są to puste ulice lub skrzyżowania, nakręcone z okna budynku wczesnym rankiem. Wszystkie ujęcia są całkowicie nieruchome z wyjątkiem jednego, przedstawiającego puste tory kolejowe – po ok. dwóch minutach tego ujęcia w kadr wdziera się mężczyzna, przeskakujący przez tory, jego pojawienie się było niezaplanowane przez Wendersa.